# Keith Smith
Keith Smith (ur. 4 września 1917 w Melbourne, zm. 2 czerwca 2011 w Sydney) – australijski pisarz, prezenter radiowy i telewizyjny. W Australii znany był przede wszystkim jako autor prowadzonego przez siebie programu, najpierw radiowego, później telewizyjnego, pt. The Pied Piper w którym przeprowadzał wywiady z dziećmi.
Był autorem książek o bardzo zróżnicowanej tematyce, od książek dziecięcych, przez zbiory dowcipów, po książki historyczne takiej jak Australian Battlers Remember: The Great Depression.

## Twórczość
- The Bear with Bad Eyes; Little Lilyfield, 1987
- How to Get Closer to Your Children; Waratah Press, 1985
- The Migrant Mouse; Little Lilyfield, 1988
- The Palace of Signs : Memories of Hard Times and High Times in the Great Depression; Sun, 1991
- World War II wasn't All Hell; Hutchinson Australia, 1988
- The Pig that was Different; Bow Press in association with Hutchinson Australia, 1988
- Keith Smith's Riddle Book from Outer Space; Rigby, c. 1964
- A Word from Children; Rigby, 1960
- Ogf: Being the Private Papers of George Cockburn, Bus Conductor, a Resident of Hurstfield, a Suburb of Sydney, Australia; Ure Smith, 1965
- Australian Battlers Remember: the Great Depression; Random House, c. 2003
- The Pied Piper: Keith Smith's Riddle Book for Children; Rigby, 1960
- T.V. Jokes for Children; Rigby, 1972
- T.V. Jokes for Children 2; Rigby, 1972
- Keith Smith's T-V Picture Puzzle Book. No. 1; Rigby, 1973
- Keith Smith's T-V Picture Puzzle Book. No. 2; Rigby, 1973
- Keith Smith's Dum Dora Jokes, illustrations by Eva Wickenberg; Rigby, 1977
- TV Cook Book for Kids; Rigby, 1972
- Keith Smith's Knock! Knock! Jokes; illustrations by Eva Wickenberg; Rigby, 1977
- Keith Smith's Riddle Round Up; illustrations by Eva Wickenberg; Rigby, 1977
- Supernatural!: Australian Encounters; Pan, 1991
- Supernatural No. 2: More Australian Encounters; Pan MacMillan, 1993
- The Time of their Lives!: Remembering Yesterday's Australia; Allen & Unwin, 1993